# Choqā Reẕā
Choqā Reẕā (persiska: چقا رضا) är en ort i Iran.   Den ligger i provinsen Kermanshah, i den västra delen av landet, 500 km väster om huvudstaden Teheran. Choqā Reẕā ligger 1 334 meter över havet och antalet invånare är 103.
Terrängen runt Choqā Reẕā är platt åt nordväst, men åt sydost är den kuperad.Runt Choqā Reẕā är det ganska tätbefolkat, med 185 invånare per kvadratkilometer. Närmaste större samhälle är Kūzarān-e Sanjābī, 7,9 km väster om Choqā Reẕā. Trakten runt Choqā Reẕā består till största delen av jordbruksmark.